# Bingle Bangle
Bingle Bangle — пятый мини-альбом южнокорейской гёрл-группы AOA. Был выпущен 28 мая 2018 года, лейблом FNC Entertainment. Он содержит в общей сложности шесть песен, в том числе заглавный трек «Bingle Bangle».
Это единственный релиз в качестве группы из шести участниц, после ухода Чоа в 2017 году, а также последний релиз с Миной после её ухода из группы в мае 2019 года.

## Предпосылки и релиз
18 апреля 2018 года FNC Entertainment подтвердили, что AOA вернется в качестве группы из шести человек в мае 2018 года, отметив это их первое возвращение с момента ухода Чоа из группы в 2017 году.  Позже было подтверждено, что группа вернется со своим пятым мини-альбомом под названием Bingle Bangle 28 мая. 9 мая FNC Entertainment открыли официальный Instagram AOA и начали публиковать тизеры для возвращения 10 мая. Индивидуальные и групповые тизеры начали выпускаться через их официальный Instagram 10 мая. А трек-лист был выпущен 22 мая. 28 мая был официально выпущен мини-альбом вместе с музыкальным клипом заглавного трека «Bingle Bangle».
Участница Джимин участвовала в написании текстов для альбома.

## Промоушен
28 мая AOA провели презентацию для выпуска мини-альбома и исполнили свой заглавный трек вместе с «Super Duper».
Они начали исполнять заглавный трек «Bingle Bangle» и «Super Duper» на южнокорейских музыкальных шоу с 31 мая на M!Countdown.

## Композиция
«Bingle Bangle» был выпущен в качестве заглавного трека с альбомом 28 мая 2018 года. Песня была описана как «веселая летняя песня со свежей и живой энергией».

## Трек-лист
| №  | Название                   | Текст песни                               | Музыка | Arrangements                                     | Длительность |
| -- | -------------------------- | ----------------------------------------- | --- | ------------------------------------------------ | ------------ |
| 1. | «Bingle Bangle» (빙글뱅글) | Han Seong Ho Kim Dohoon Lee Sang Ho Jimin | Erik Nyholm Krista Siegfrids Kristofer Karisson Kim Dohoon Lee Sang Ho                                         | Erik Nyholm Krista Siegfrids Kristofer Karlsson  | 3:41         |
| 2. | «Super Duper»              | Han Seong Ho Jimin                        | Mats Tärnfors Simon Jakobsson                                                                                  | Mats Tärnfors Simon Jakobsson                    | 3:25         |
| 3. | «Heat»                     | Jam Factory Jimin                         | Ingrid Margrete Skretting Ketil Schei                                                                          | Ketil Schei                                      | 3:14         |
| 4. | «Ladi Dadi»                | Jung YongHwa Jimin                        | Katerina Bramley Ketil Schei                                                                                   | Ketil Schei                                      | 3:22         |
| 5. | «파르페» (Parfait)         | Seo Ji Eum Jimin                          | Emile Ghantous Stephen Daly Keith Justin Hetrick Mathieu Brunet Melanie Joy Fontana Michel Schulz Ryan S. Jhun | Emile Ghantous Stephen Daly Keith Justin Hetrick | 3:33         |
| 6. | «뚜뚜뚜» (Ddu Ddu Ddu)     | Han Seong Ho Jimin                        | David Amber Devyn Rush                                                                                         | David Amber                                      | 3:16         |

## Позиции в чартах
| Чарты (2018)                 | Высшая позиция |
| ---------------------------- | -------------- |
| South Korean Albums (Gaon)   | 3              |
| США (Billboard World Albums) | 10             |